# Líšeň
Líšeň – historyczna gmina, dzielnica i gmina katastralna, a od 24 listopada 1990 pod nazwą Brno-Líšeň również część miasta ww wschodniej części Brna, o powierzchni 1571 ha. Istnieje 130 zarejestrowanych ulic i 3160 adresów.